# Foristell
Foristell est une ville située en limite des comtés de Saint Charles et Warren, dans le Missouri, aux États-Unis,. Elle est incorporée en 1980.

## Démographie
Lors du recensement de 2010, la ville comptait une population de 505 habitants. Elle est estimée, en 2016, à 554 habitants.